# Oxypoda lucidula
Oxypoda lucidula är en skalbaggsart som beskrevs av Thomas Casey 1906. Oxypoda lucidula ingår i släktet Oxypoda och familjen kortvingar. Inga underarter finns listade i Catalogue of Life.